# Tambo
Tambo (španělsky Río Tambo) je řeka v provincii Satipo a Atalaya v Peru. Jedná se o název dolního toku řeky Apurímac od přítoku řeky Perené u Puerto Prado po soutok s řekou Urubamba u sídla Atalaya.

## Průběh toku
Vzniká soutokem řek Ene a Perené u Puerto Prado. Odtud se ubírá k jihovýchodovýchodu. U sídla Poyeni se dostává zhruba do poloviny délky svého toku a mění směr k severu. Svou cestu končí soutokem s řekou Urubamba u sídla Atalaya a jako levá zdrojnice dává vzniknout řece Ucayali.

## Přítoky
- Cheni 11°16′32″ j. š., 73°42′22″ z. d.
- Enite 11°15′29″ j. š., 73°40′23″ z. d.
- Chapitiri 11°5′52″ j. š., 73°43′12″ z. d.
- Quempitiari 11°0′59″ j. š., 73°44′29″ z. d.
- Chembo 10°51′17″ j. š., 73°43′3″ z. d.